# Sant Narcís de Taialà

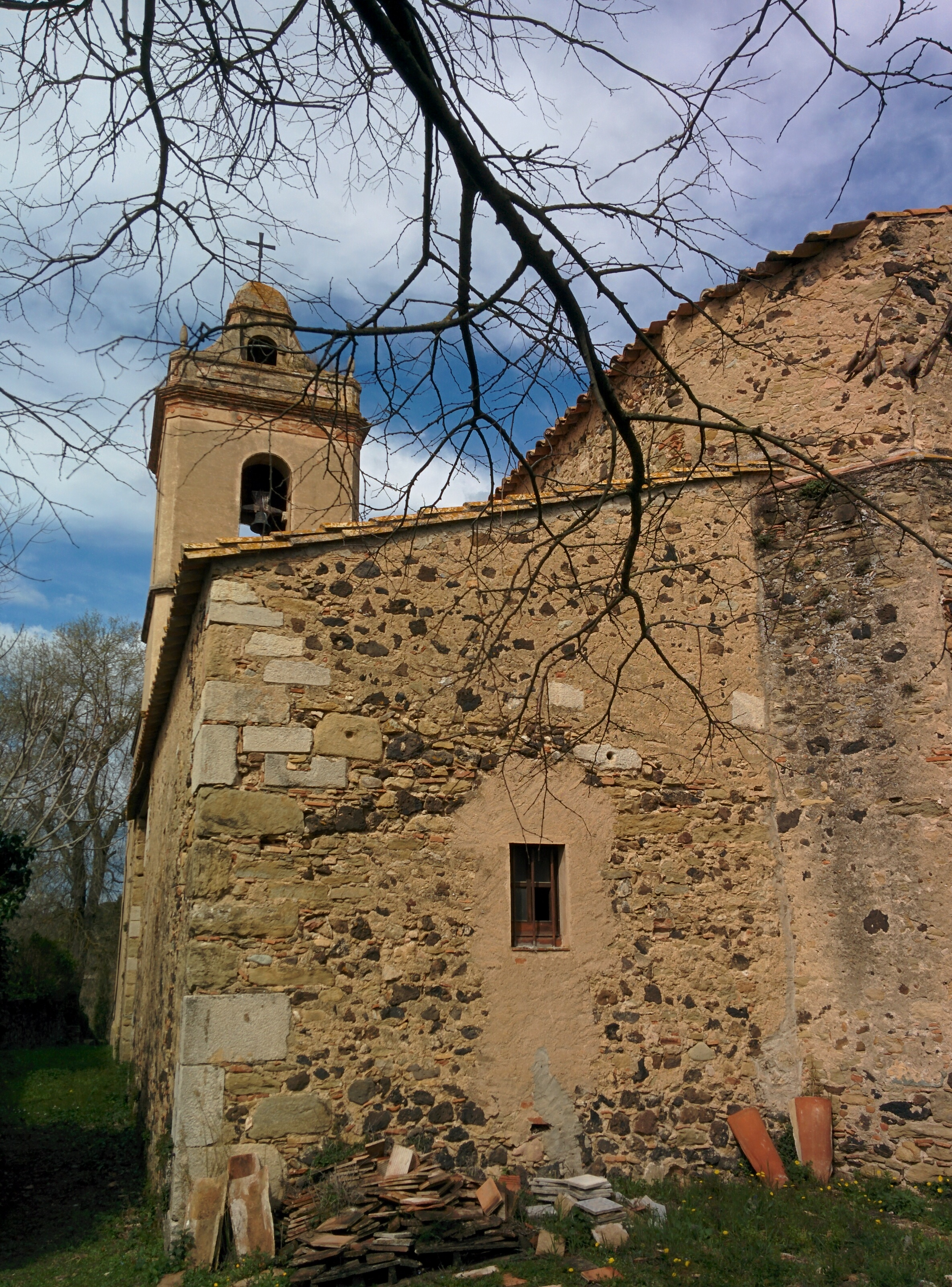

Sant Narcís de Taialà és una església del municipi de Sant Gregori (Gironès). Església de planta rectangular amb absis exterior poligonal. Les parets portants són de maçoneria, arrebossada a les façanes i amb els carreus de les cantonades, els que emmarquen la porta d'entrada i algunes obertures a la vista. La coberta és de teula àrab a dues vessants. Adossat a un lateral de la façana principal hi ha el campanar de planta quadrada. L'interior es desenvolupa en una nau, absis i capelletes laterals.